# オンシェルとオフシェル
物理学、主に場の量子論において、古典力学的運動方程式を満たす物理系の構成を、オンシェル(on shell)と呼び、そうでないものをオフシェル(off shell)と呼ぶ。
例えば作用の定式化の中での古典力学では、変分原理の極値解はオンシェル（質量殻）であり、オイラー＝ラグランジュ方程式はオンシェルの方程式である（すなわち、それらはオフシェルでは成り立たない）。ネーターの定理もまた、オンシェルの定理である。

## 質量殻
質量殻(mass shell)という用語は、質量双曲面(mass hyperboloid)という用語から来ていて、これは、次の等式を記述するエネルギー-運動量空間の双曲面(hyperboloid)を意味する。この恒等式は質量殻条件と呼ばれる。
{\displaystyle E^{2}-|{\vec {p}}\,|^{2}c^{2}=m^{2}c^{4}\ .}
この式は質量 m の粒子の特殊相対論で許されるエネルギー E で運動量 p の組み合わせを記述する。ここに {\displaystyle c} は光速度である。質量殻の条件も、アインシュタインの縮約記法で四元運動量の項でしばしば記述される。ここに自然単位系として c = 1 とすると、{\displaystyle p^{\mu }p_{\mu }=m^{2}} あるいは、より簡単に {\displaystyle p^{2}=m^{2}} としても表される。
散乱振幅を記述するファインマンダイアグラムの中の外線はオンシェル(on shell)、内線プロパゲーターに対応する仮想粒子は、オフシェル(off shell)で記述される。ファインマン・ダイアグラムから得られる結果は、すべてon-shell粒子のみによって記述される。なおこの過程の振幅は、オフシェルからの離れ具合に依存して減少する。またこのプロパゲーターは質量殻上に特異点を持っているため、プロパゲータの議論をする際は、便宜上この特異点を避けるような複素平面上の経路を取るように修正される。この修正を施しても、物理的な意味合いは変わらない。
古典論では粒子のエネルギーが負であることは許されないのであるが、プロパゲーターのことを言うときは、方程式を満たす E の負のエネルギーの値は、オンシェルにあるとして考える。このことの理由は、一方向へ粒子がエネルギーを運んでいる場合の一つの表現となっていることと、反粒子が反対の方向へエネルギーを運んでいることとして考え、従って、正と負のオンシェル E 単純に位置エネルギー反対の流れを表していると考える。

## スカラー場での例
D-次元ミンコフスキー空間の中のスカラー場が一つの例である。ラグランジアン密度が {\displaystyle {\mathcal {L}}(\phi ,\partial _{\mu }\phi )} により与えられたとすると、作用は、
{\displaystyle S=\int d^{D}x{\mathcal {L}}(\phi ,\partial _{\mu }\phi )}
である。この作用のオイラー＝ラングランジュ方程式は、場を変動させ変分を 0 とすることにより見つけることができ、
{\displaystyle \partial _{\mu }{\frac {\partial {\mathcal {L}}}{\partial (\partial _{\mu }\phi )}}={\frac {\partial {\mathcal {L}}}{\partial \phi }}}
である。ここで、無限小の時空平行移動 {\displaystyle x^{\mu }\rightarrow x^{\mu }+\alpha ^{\mu }} を考える。ラグランジアン密度 {\displaystyle {\mathcal {L}}} はスカラーであり、従って、{\displaystyle \delta {\mathcal {L}}=\alpha ^{\mu }\partial _{\mu }{\mathcal {L}}} として変換する。ラグランジアン密度をテイラー展開すると、{\displaystyle \delta {\mathcal {L}}} に対し同値な表現を得る。
{\displaystyle \delta {\mathcal {L}}={\frac {\partial {\mathcal {L}}}{\partial \phi }}\delta \phi +{\frac {\partial {\mathcal {L}}}{\partial (\partial _{\mu }\phi )}}\delta (\partial _{\mu }\phi )\ .}
（変分は時空の各々の・で独立であるので）、{\displaystyle \delta {\mathcal {L}}} へ代入し、{\displaystyle \delta (\partial _{\mu }\phi )=\partial _{\mu }(\delta \phi )} に注意すると、
{\displaystyle \alpha ^{\mu }\partial _{\mu }{\mathcal {L}}={\frac {\partial {\mathcal {L}}}{\partial \phi }}\delta \phi +{\frac {\partial {\mathcal {L}}}{\partial (\partial _{\mu }\phi )}}\delta (\partial _{\mu }\phi )}
を得る。しかし場自身はスカラーであるので、これらの変換はちょうど {\displaystyle {\mathcal {L}}} のようになり、
{\displaystyle \alpha ^{\mu }\partial _{\mu }{\mathcal {L}}={\frac {\partial {\mathcal {L}}}{\partial \phi }}\alpha ^{\mu }\partial _{\mu }\phi +{\frac {\partial {\mathcal {L}}}{\partial (\partial _{\nu }\phi )}}\alpha ^{\mu }\partial _{\mu }\partial _{\nu }\phi }
となる。この式は独立した変換 {\displaystyle \alpha ^{\mu }=(\epsilon ,0,...,0),(0,\epsilon ,...,0),...} に対しても成立せねばならないので、{\displaystyle \alpha ^{\mu }} により次のように書き換えることができる。
{\displaystyle \partial _{\mu }{\mathcal {L}}={\frac {\partial {\mathcal {L}}}{\partial \phi }}\partial _{\mu }\phi +{\frac {\partial {\mathcal {L}}}{\partial (\partial _{\nu }\phi )}}\partial _{\mu }\partial _{\nu }\phi \ .}
この式は運動方程式（この場合は、オイラー＝ラグランジェ方程式）であるか否かにかかわらず、任意の場に対して成り立つので、オフシェルでも成り立つ方程式の例である。しかし、単にオイラー＝ラグランジェ方程式へ代入することによりオンシェルの方程式を導出することができる。
{\displaystyle \partial _{\mu }{\mathcal {L}}=\partial _{\nu }{\frac {\partial {\mathcal {L}}}{\partial (\partial _{\nu }\phi )}}\partial _{\mu }\phi +{\frac {\partial {\mathcal {L}}}{\partial (\partial _{\nu }\phi )}}\partial _{\mu }\partial _{\nu }\phi \ .}
これを
{\displaystyle \partial _{\nu }\left({\frac {\partial {\mathcal {L}}}{\partial (\partial _{\nu }\phi )}}\partial _{\mu }\phi -\delta _{\mu }^{\nu }{\mathcal {L}}\right)=0}
と書くことができ、大括弧の中の量を {\displaystyle T^{\nu }{}_{\mu }} と書くと、
{\displaystyle \partial _{\nu }T^{\nu }{}_{\mu }=0}
を得る。これはネーターの定理の一つの例であり、保存量がエネルギー運動量テンソルである。すなわちon shellであるような粒子(もしくは場)を考えれば、つまり運動方程式を満たす場のエネルギー運動量テンソルは、唯一の保存量である。